# Línea 47 (Media Distancia)
La línea 47 de Media Distancia es un servicio regional de ferrocarril convencional. Conocida popularmente como Valencia-Játiva-Alcoy, es una de las 7 líneas de media distancia de la Comunidad Valenciana, explotada por Renfe Operadora. Su trayecto habitual circula entre Valencia y Alcoy. Anteriormente era denominada como línea L4.

## Recorrido
Algunos servicios requieren el cambio de tren en la estación de Játiva. Los trenes de Cercanías no tienen enlace oficial con otros trenes, por tanto la duración del viaje puede variar al realizar el transbordo a la línea C-2 de Cercanías.
La duración aproximada del trayecto es de 1 hora y 48 minutos, y de 2 horas y 6 minutos en los servicios con paradas en las estaciones de Cercanías entre Valencia y Játiva. Pese a que los automotores que cubren esta línea tienen amplias prestaciones, las infraestructuras son antiguas y están en mal estado.